# Триптих (филателия)

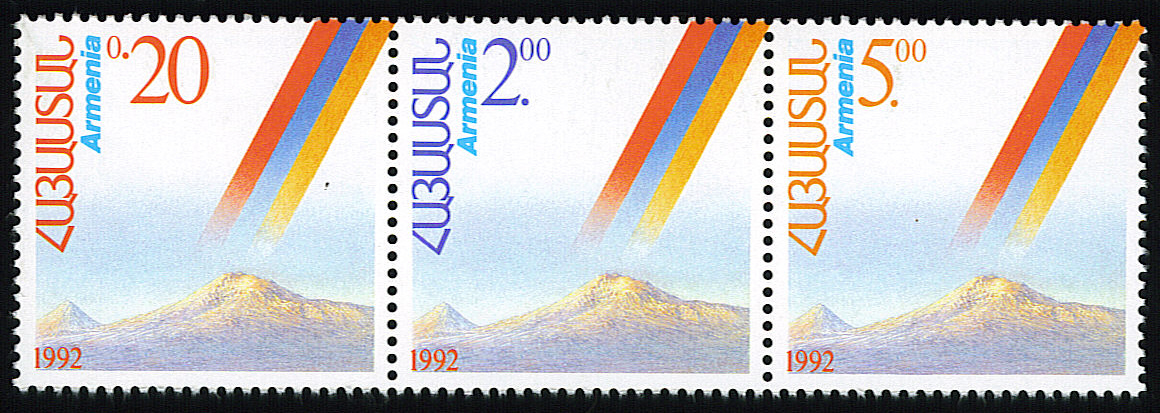
Первые почтовые марки, выпущенные Республикой Армения в 1992 году, представляли собой триптих

Три́птих — в филателии три неотделённые почтовые марки, отличные по изображению, или иногда две марки, соединённые купоном, при этом каждая марка может быть отделена и использована в почтовом обращении по отдельности.